# کلارکس پوینت (آلاسکا)
کلارکس پوینت (به انگلیسی: Clark's Point) شهری در ناحیه سرشماری دیلینگهام، آلاسکا ایالت آلاسکا است که جمعیت آن در سرشماری سال ۲۰۰۰ میلادی ۷۵ نفر بوده‌است.